# Droga wojewódzka nr 183
Droga wojewódzka nr 183 (DW183) – droga wojewódzka klasy G w zachodniej części Polski w województwie wielkopolskim od drogi DK11 do drogi DW182 w kierunku Czarnkowa o długości 16 km. Przebiega przez powiaty: chodzieski i czarnkowsko-trzcianecki.

## Historia numeracji
Na przestrzeni lat trasa posiadała różne oznaczenia i kategorie:

| Lista źródeł |
| --- |
| - Atlas samochodowy Polski. Warszawa: Państwowe Przedsiębiorstwo Wydawnictw Kartograficznych, 1958, s. 44-45. - Mapa samochodowa Polski 1:1 000 , Warszawa: Państwowe Przedsiębiorstwo Wydawnictw Kartograficznych, 1962. Brak numerów stron w książce - Atlas samochodowy Polski 1:500 000. Wyd. IV. Warszawa: Państwowe Przedsiębiorstwo Wydawnictw Kartograficznych, 1965, s. 44-45. - Mapa samochodowa Polski 1:1 000 , wyd. dziesiąte, Warszawa: Państwowe Przedsiębiorstwo Wydawnictw Kartograficznych, 1971. Brak numerów stron w książce - Mapa samochodowa Polski 1:1 000 , wyd. jedenaste, Warszawa: Państwowe Przedsiębiorstwo Wydawnictw Kartograficznych, 1972. Brak numerów stron w książce - Mapa samochodowa Polski 1:1 000 , wyd. trzecie, Warszawa: Państwowe Przedsiębiorstwo Wydawnictw Kartograficznych, 1975. Brak numerów stron w książce - Samochodowy atlas Polski 1:500 000. Wyd. V. Warszawa: Państwowe Przedsiębiorstwo Wydawnictw Kartograficznych, 1979, s. 45-46. ISBN 83-7000-017-7. - Samochodowy atlas Polski 1:500 000. Wyd. VI. Warszawa: Państwowe Przedsiębiorstwo Wydawnictw Kartograficznych, 1980, s. 45-46. - Mapa samochodowa Polski 1:1 500 000, Załącznik do informatora samochodowo-motocyklowego – rocznik XXVIII, Warszawa: Państwowe Przedsiębiorstwo Wydawnictw Kartograficznych, 1983. Brak numerów stron w książce - Samochodowy atlas Polski 1:500 000. Wyd. IX. Warszawa: Państwowe Przedsiębiorstwo Wydawnictw Kartograficznych, 1984, s. 45-46. - Samochodowy atlas Polski 1:500 000. Wyd. IX. Warszawa: Państwowe Przedsiębiorstwo Wydawnictw Kartograficznych, 1985, s. 45-46. |

| Lista źródeł |
| --- |
| - Uchwała nr 192 Rady Ministrów z dnia 2 grudnia 1985 r. w sprawie zaliczenia dróg do kategorii dróg krajowych (M.P. z 1986 r. nr 3, poz. 16) - Polska: atlas samochodowy 1:300 000. Wyd. pierwsze. Warszawa: Polskie Przedsiębiorstwo Wydawnictw Kartograficznych, 1992. ISBN 83-7000-080-0. Brak numerów stron w książce - Polska: mapa samochodowa 1:700 000, wyd. 1, Szczecin: Wydawnictwo Kartograficzne KOMPAS, 1996–1997, ISBN 83-904373-2-5. Brak numerów stron w książce - Polska: mapa samochodowa 1:700 000, wyd. II Zmienione i poprawione, Szczecin: Wydawnictwo Kartograficzne KOMPAS, 1997–1998, ISBN 83-904373-3-3. Brak numerów stron w książce - Rozporządzenie Rady Ministrów z dnia 15 grudnia 1998 r. w sprawie ustalenia wykazu dróg krajowych i wojewódzkich (Dz.U. z 1998 r. nr 160, poz. 1071) - Polska: mapa samochodowa z podziałem administracyjnym 1:700 000, wyd. V Zmienione, poprawione i uaktualnione, Szczecin: Wydawnictwo Kartograficzne KOMPAS, 1999–2000, ISBN 83-904373-7-6. Brak numerów stron w książce - POLSKA Atlas drogowy 1:200 000. Mapy Ścienne Beata Piętka, 2000. Brak numerów stron w książce - Polska: autoatlas 1:300 000, Autoatlas opracowano dla potrzeb Polskiego Koncernu Naftowego ORLEN Spółka Akcyjna, Warszawa:: ABW Sp. z o.o., 2001, ISBN 83-915542-0-1. Brak numerów stron w książce - Polska: mapa samochodowa z podziałem administracyjnym 1:700 000, wyd. XII Zmienione, poprawione i uaktualnione, Szczecin: Wydawnictwo Kartograficzne KOMPAS, 2004–2005, ISBN 83-904373-7-6. Brak numerów stron w książce - Polska: mapa samochodowa z podziałem administracyjnym 1:700 000, wyd. XIV Zmienione, poprawione i uaktualnione, Szczecin: Wydawnictwo Kartograficzne KOMPAS, 2005–2006, ISBN 83-904373-7-6. Brak numerów stron w książce - Polska 2016: mapa samochodowa 1:700 000, wyd. XXVII, Dom Wydawniczy PWN, 2016, ISBN 978-83-7705-942-5. Brak numerów stron w książce - Atlas samochodowy Polski 1:200 000 dla profesjonalistów. Wyd. IX. Warszawa: Dom Wydawniczy PWN, 2017. ISBN 978-83-7705-978-4. Brak numerów stron w książce - Polska 2020/2021: mapa samochodowa 1:700 000, Warszawa: Grupa PWN, 2020, ISBN 978-83-65808-36-3. Brak numerów stron w książce |

## Dopuszczalny nacisk na oś
Od 13 marca 2021 roku na całej długości drogi dozwolony jest ruch pojazdów o nacisku pojedynczej osi napędowej do 11,5 tony z wyjątkiem określonych miejsc oznaczonych znakiem zakazu B-19.

### Do 13 marca 2021 r.
Wcześniej po drodze mogły poruszać się pojazdy o nacisku na pojedynczą oś nie przekraczającym 8 ton.

## Miejscowości leżące przy trasie DW183
- Oleśnica
- Marunowo
- Sarbia